# Баянаульские горы
Баянаульские горы — горный массив на юго-западе Павлодарской области Казахстана. Горы тянутся с запада на восток на протяжении 40-50 км, а с севера на юг — на 20-25 км. Самая высокая точка — гора Акбет, достигающая 1022 м над уровнем моря. Основные геологические породы — крупнозернистые граниты, порфириты и кварциты. Реже встречаются сланцы и песчаники. Для Баянульских гор характерно ярусное строение.

## Название
Название возводят от названия гор в джунгарском диалекте монгольского языка Баян-Оола, где баян — красивый, оола — гора. По мнению Чокана Валиханова «…название Баянаула, что по-калмыцки (монгольски) значит Благополучная гора (Баян-Ола)»